# Бере (Приморје)
Бере (фр. Berhet) насеље је и општина у северозападној Француској у региону Бретања, у департману Приморје која припада префектури Ланион.
По подацима из 2011. године у општини је живело 231 становника, а густина насељености је износила 71,52 становника/km². Општина се простире на површини од 3,23 km². Налази се на средњој надморској висини од 85 метара (максималној 101 m, а минималној 50 m).

## Демографија
| 1962. | 1968. | 1975. | 1982. | 1990. | 1999. | 2011. |
| ----- | ----- | ----- | ----- | ----- | ----- | ----- |
| 192   | 223   | 187   | 181   | 217   | 211   | 231   |

График промене броја становника у току последњих година